# Ramona Roth
Ramona Roth (ur. 7 marca 1977) – niemiecka biegaczka narciarska, brązowa medalistka mistrzostw świata.

## Kariera
Po raz pierwszy na arenie międzynarodowej pojawiła się w styczniu 1995 roku podczas mistrzostw świata juniorów w Gällivare, gdzie zajęła dziesiąte miejsce w biegu na 5 km techniką klasyczną, a w sztafecie była piąta. Na rozgrywanych rok później mistrzostwach świata juniorów w Asiago zdobyła srebrny medal w sztafecie, w biegu na 5 km była piąta, a na dystansie 15 km zajęła szóste miejsce. Ponadto na mistrzostwach świata juniorów w Canmore była między innymi szósta w sztafecie i trzynasta w biegu 5 km stylem klasycznym.
W 1997 roku wystartowała też na mistrzostwach świata w Trondeim zajmując 18. miejsce w biegu na 5 km techniką klasyczną. Swój największy sukces osiągnęła podczas mistrzostw świata w Ramsau w 1999 roku, gdzie wspólnie z Violą Bauer, Evi Sachenbacher i Sigrid Wille wywalczyła brązowy medal w sztafecie 4x5 km. W swoim najlepszym starcie, w biegu na 5 km stylem klasycznym zajęła 28. miejsce. Startowała także dwa lata później na mistrzostwach świata w Lahti, gdzie zajęła 46. miejsce w biegu na 10 km techniką klasyczną. Na kolejnych mistrzostwach już nie startowała.
Nigdy nie startowała na igrzyskach olimpijskich. Najlepsze wyniki w Pucharze Świata osiągnęła w sezonie 2000/2001, kiedy to zajęła 60. miejsce w klasyfikacji generalnej. Nigdy nie stawała na podium zawodów Pucharu Świata. W 2001 roku zakończyła karierę.

## Osiągnięcia

### Mistrzostwa świata
| Miejsce | Dzień     | Rok  | Miejscowość | Konkurencja             | Czas biegu | Strata  | Zwyciężczyni      |
| ------- | --------- | ---- | ----------- | ----------------------- | ---------- | ------- | ----------------- |
| 18.     | 23 lutego | 1997 | Trondheim   | 5 km stylem klasycznym  | 13:32,7    | +34,8   | Jelena Välbe      |
| 25.     | 22 lutego | 1999 | Ramsau      | 5 km stylem klasycznym  | 12:49,8    | +1:16,7 | Bente Skari       |
| 36.     | 23 lutego | 1999 | Ramsau      | 5+10 km pościgowy       | 42:27,9    | +4:24,4 | Stefania Belmondo |
| 3.      | 25 lutego | 1999 | Ramsau      | Sztafeta 4x5 km         | 53:05,9    | +2:07,8 | Rosja             |
| 46.     | 20 lutego | 2001 | Lahti       | 10 km stylem klasycznym | 26:55,5    | +3:22,3 | Bente Skari       |

### Mistrzostwa świata juniorów
| Miejsce | Dzień       | Rok  | Miejscowość | Konkurencja            | Wynik     | Strata  | Zwyciężczyni      |
| ------- | ----------- | ---- | ----------- | ---------------------- | --------- | ------- | ----------------- |
| 10.     | 1 marca     | 1995 | Gällivare   | 5 km stylem klasycznym | 15:46,8   | +50,1   | Natalja Masałkina |
| 5.      | 3 marca     | 1995 | Gällivare   | Sztafeta 4x5 km        | 1:01:31,0 | +2:13,0 | Rosja             |
| 5.      | 31 stycznia | 1996 | Asiago      | 5 km stylem klasycznym | 15:01,8   | +31,8   | Maija Puukilainen |
| 2.      | 2 lutego    | 1996 | Asiago      | Sztafeta 4x5 km        | 1:01:49,8 | +44,1   | Rosja             |
| 6.      | 4 lutego    | 1996 | Asiago      | 15 km stylem dowolnym  | 43:52,9   | +2:24,5 | Julija Czepałowa  |
| 13.     | 12 lutego   | 1997 | Canmore     | 5 km stylem klasycznym | 14:28,7   | +48,5   | Kristina Šmigun   |
| 6.      | 14 lutego   | 1997 | Canmore     | Sztafeta 4x5 km        | 57:18,7   | +40,9   | Włochy            |
| 24.     | 16 lutego   | 1997 | Canmore     | 15 km stylem dowolnym  | 43:45,7   | +2:37,7 | Kristina Šmigun   |

### Puchar Świata

#### Miejsca w klasyfikacji generalnej
- sezon 1996/1997: 61.
- sezon 1998/1999: 75.
- sezon 1999/2000: 83.
- sezon 2000/2001: 60.

#### Miejsca na podium
Roth nigdy nie stawała na podium zawodów Pucharu Świata.